# غار نمکدان

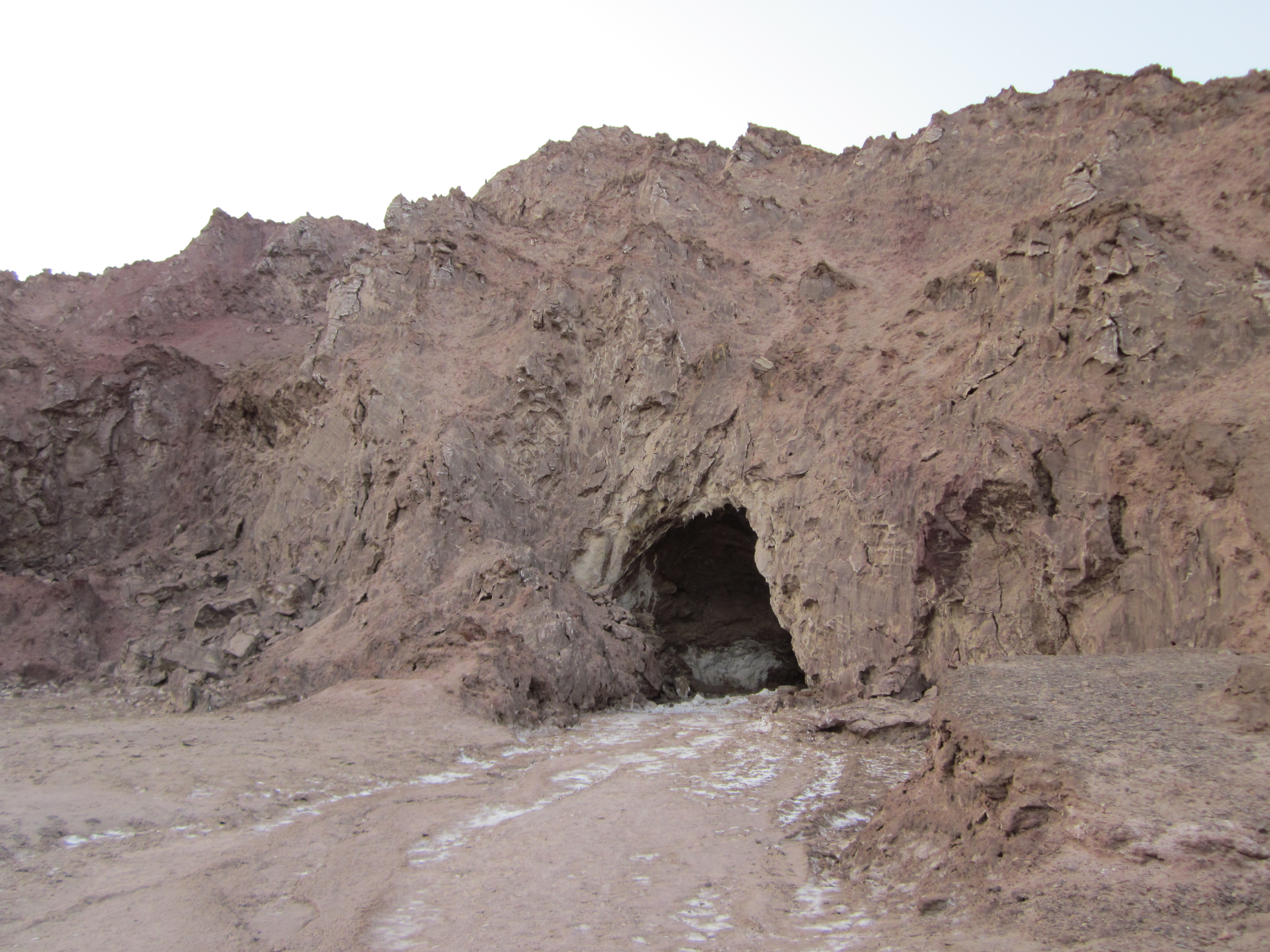
غار نمکدان در آب‌خوست قشم

غار نمکدان که به نام‌های غار نمکی 3N، غار نمک قشم و غار سه مرد برهنه (به انگلیسی: 3N Cave / Cave of three nudes) نیز معروف است در جزیرهٔ قشم و طولانی‌ترین غار نمکی جهان است.
طول کشف‌شدهٔ این غار ۶٬۶۰۰ متر است. به علت صعب‌العبور بودنِ بعضی از قسمت‌های غار و ناشناخته و کشف نشده ماندنِ بعضی از قسمت‌ها، هنوز طول نهایی آن مشخص نیست و انتظار می‌رود بیشتر از این باشد.
این غار در ادبیات محلی به غار نمکدون یا غار کانی نیز معروف است که دلیل آن قرارگیری روستای کانی در نزدیکی آن و در محدودهٔ ژئوسایت نمکدان است.

## کشف و نقشه‌برداری طولانی‌ترین غار نمکی جهان
کشف این غار در سال ۱۹۹۸ به وسیلهٔ مهندسان زمین‌شناس جمهوری چک (Charles University in Prague, Czech Academy of Sciences) و با همکاری دانشگاه شیراز انجام گرفت.
در طول این پروژه، مهندسان جمهوری چک از ۱۶ گنبد نمکی بازدید کردند و بیش از ۶۰ غار را کشف کردند و توانستند از ۳۰ تا از غارها نقشه‌برداری کنند. آنان از غار نمکدان، هرمز و جهانی به عنوان جذاب‌ترین و شگفت انگیزترین گنبدهای نمکی و غارهای نمکی یاد کردند.
کشف طولانی‌ترین غار نمکی جهان یعنی «غار نمکدان قشم» مهمترین دستاورد این پروژه تحقیقاتی بود. نتایج این پروژه تحقیقاتی، غار نمکدان را از بی‌نامی درآورد و به شناخته شده‌ترین و طولانی‌ترین غار نمکی جهان تبدیل کرد.
نتایج پروژه غار نمکدان قشم به سرعت در خبرگزاری‌ها و رسانه‌های صوتی و تصویری و مجلات معتبر منتشر شد و از تلویزیون جمهوری چک و ایران و بی‌بی‌سی و نشنال جغرافی پخش شد.
به دلیل کشف و مستندسازی و جهانی شدن پروژه غار نمکدان، بخشی از جزیره قشم در سال ۲۰۰۶ به عنوان ژئوپارک قشم اعلام شد و در لیست یونسکو ثبت شد.

### علت نامگذاری غار سه مرد برهنه
نام اولیه این غار به نام غار سه مرد برهنه هست و داستان این نامگذاری به این علت است که سه متخصص اهل جمهوری چک وارد این غار برای کشف و نقشه‌برداری می‌شوند و در عمق غار به جایی می‌رسند که آب نمک غلیظ بود و راهی به جز شنا برای رفتن به آن سمت غار نبود، این سه متخصص از آنجایی که تجربه داشتند که اگر با لباس به آب نمک بروند و بعد از آن به راه رفتن در سطح غار ادامه بدهند به علت رسوبات نمک در لباس و سفت و سخت شدن لباس و چسبیدن به بدنشان قادر به راه رفتن نخواهند بود و لباسشان مثل یک تیکه چوب می‌شود، پس کاملاً برهنه شدند تا بتوانند از آب نمک عبور کنند برای کشف ادامهٔ غار. به همین علت چون این سه مرد به صورت برهنه این غار را کشف و نقشه‌برداری کرده‌اند اسم این غار را غار سه مرد برهنه (به چکی JESKYNĚ TŘÍ NAHÁČŮ و انگلیسی 3N Cave یا Cave of three nudes) گذاشتند.

## ثبت در میراث طبیعی ایران
این غار با نام غار نمکی 3N در تاریخ ۱۳۹۰/۱۰/۰۸ با شماره ثبت ۱۷۳ به ثبت فهرست میراث طبیعی ایران رسید.

## ثبت در یونسکو
غار نمکدان به عنوان یکی از ژئوسایت‌های ژئوپارک قشم، از سال ۱۳۸۵ به عضویت شبکهٔ جهانیِ ژئوپارک‌های تحت حمایت یونسکو درآمده‌است.
این غار دارای پتانسیل بالایی است و امید می‌رود تلاش‌ها ادامه یابد و طولانی‌ترین غار نمکی جهان به صورت مستقل هم در یونسکو به ثبت برسد.